# Chūai
Chūai (仲哀天皇, Chūai Tennō; fl. II secolo) è stato il 14º imperatore del Giappone secondo la lista tradizionale, considerato dagli storici moderni come una figura leggendaria a cui il nome Chūai Tennō venne assegnato postumo da generazioni successive.
Questo non implica necessariamente che tale persona non sia esistita, semplicemente che non ci sono prove sufficienti a concluderne l'esistenza o a assegnargli un periodo particolare della storia. Se esistette, le fonti suggeriscono che il titolo di "tennō" venne usato durante il periodo del suo regno. È molto più probabile che fu un capitano o capo clan locale e che il territorio su cui regnò comprendesse solo una piccola parte del Giappone moderno.
Comunque viene anche dichiarato dal Kojiki che fu il padre dell'imperatore Ōjin, la cui esistenza è generalmente accettata sulla base di prove archeologiche, quindi la sua leggenda potrebbe essere stata basata su una persona vivente. Questa persona storica probabilmente ha vissuto in qualche momento del IV secolo e quindi le date assegnate al suo regno sono quasi sicuramente errate. Secondo il Kojiki e il Nihonshoki fu anche figlio del principe Yamato Takeru e pertanto un nipote dell'imperatore Keikō, un monarca dello Yamato. La moglie di Chuai fu Jingū.
Secondo le stesse leggende sua moglie, Jingū, venne improvvisamente posseduta da un kami sconosciuto, che promise all'imperatore Chūai ricche terre oltremare. Chūai guardò verso il mare, ma non vide niente e denunciò la sua credenza nelle promesse del dio. Il dio arrabbiato da questo dichiarò che egli sarebbe morto e non avrebbe mai ricevuto le terre promesse. Invece esse sarebbero state di suo figlio concepito, ma non ancora nato. La leggenda afferma che Chūai morì poco dopo e la sua vedova, conquistò la terra promessa, che si congettura essere parte della Corea moderna. Secondo una versione della leggenda il figlio di Chūai nacque tre anni dopo la morte di Chūai, prestando ulteriore supporto all'ipotesi che le storie che lo riguardano siano basate sul mito piuttosto che su eventi reali. Questa leggenda ha anche altre mancanze (proclama che Jingū fu portata nel mezzo della terra promessa e quindi che la conquistò "nel" Giappone), il che ha grandemente screditato la storia presso gli storici. Alcuni studiosi pensano che Jingū possa essere stata in realtà un'imperatrice coreana che conquistò parte del Giappone.